# カスタマーコミュニケーションマネジメント
カスタマーコミュニケーションマネジメント(CCM:Customer Communications Management)とは、組織から顧客(公共機関では市民)に対するコミュニケーション、すなわち主としてアウトバウンドで提供する情報や資料について、その作成や送付/配信を統合的に管理、実行するプロセスであり、またこれを改善するイニシアティブである。カスタマーコミュニケーション管理とされる場合もある。

## 概要
組織から顧客に対するさまざまな通知や連絡といったコミュニケーションは、顧客が組織を体験する機会であり、組織にとって重要な顧客との接点である。例えば保険といった業種では、顧客が組織を意識し、そのサービスを体験する機会そのものとなる。こうしたコミュニケーションの製作、生成、配信の実行と管理を個別に行うのが狭義のCCMである。部門や商品、局面毎に運用されている、こうした個別のコミュニケーションを組織全体で横断的に管理し、品質と機能を改善することによって、顧客の体験を向上しながら、同時に組織にとっての提供コストを削減することが可能となる。これを目指すものが広義のCCMである。CRMやCEMを実行レベルで裏付けるものといえる。
実現に必要なITソリューションセットを定義する際の用語して、ガートナー、Forrester Research、InfoTrends、Madison Advisorsといった調査会社によって使用された。

## 歴史
カスタマーコミュニケーションは、Bank Statement - Paper Statementsで示されているように、金融機関にコンピューターが導入され、顧客にトランザクション情報を伝えることから始まった。初期にはメインフレーム上のアプリケーションプログラムと、メインフレームに直結されたプリンターによって実現されていたが、デジタル印刷技術の進展とともに、データ印字にとどまらない印刷物のパーソナライゼーションが可能となった。こうした高速プリンター/デジタル印刷機の機能を活用し、製作/生成(Production)ワークフローを自動化(支援)するドキュメント生成(Document Composition)ソフトウェアが登場した。適用業務であるカスタマーコミュニケーションを通して、こうしたソフトウェアの価値を説明したことが、Customer Communications Managementのコンセプトにつながった
ものと推定される。
近年は、複数のメディアやデバイスを一度にカバーする、マルチチャネルが注目されている。

## 構成要素
CCMには次のような機能/技術要素が求められる
- 入力 - 顧客やトランザクション、セグメンテーションなどの各種データ[注釈 6]に加えて、文章やグラフィックスなどのコンテンツ[注釈 7]を、実行時に多様なソース[注釈 8]から取得する
- デザイン - コンテンツを分かりやすく表現する静的/動的なレイアウト[注釈 9]、およびこれを作成するためのGUI機能。ビジネス担当者による文言などの更新を含む
- ビジネスロジックとパーソナライゼーション - 顧客の契約内容や購入商品、あるいは属性やセグメンテーションなどの情報に基づいて、表示されるコンテンツ(データはその一部)をダイナミックに構成する[注釈 10]
- 出力生成 - 高速[注釈 11]に、印刷または電子配信向けの多様なフォーマット[注釈 12]で生成する。郵送等のための後処理[注釈 13]も含まれる
- 配信 - 印刷と郵送[注釈 14]の他、Eメール[注釈 15]、Web、モバイル、ビデオなど、顧客が望むメディアやデバイスで受け取ることを可能とする。また結果の記録[注釈 16]やフェイルオーバー[注釈 17]も含まれる
- インテグレーション - 種々のプロセスやシステムに共有サービスとして組込むメカニズム[注釈 18]
- 分析・レポーティング[注釈 19]

また広義のCCM実現のために、次のような機能、プロセスや組織が求められる
- デザイン標準 - 組織のブランディングに準拠した一貫性と、顧客にとっての分かりやすさ[注釈 20]を担保する
- COE: Center of Excellence - デザイン等のノウハウを、企業グループ全体で横断的に集約、共有するための専門組織。印刷会社へのソーシングやドキュメント管理全体まで広く統括する場合もある
- 共有化レポジトリー - プロジェクト全体、あるいは組織を横断して、さまざまなデザイン要素や定義体を共有。デザイン、アプリケーション、ソリューション基盤の統合化(コンソリデーション)を可能とし、変更対象を限定する

## ユースケース
コミュニケーション生成の形態としてバッチ、オンデマンド、インタラクティブがある。
バッチ(Structured、構造化): 月次や年次などあらかじめスケジュールされた構造化されたドキュメント(利用明細、請求書、保険証券、等)を生成する、典型的あるいは古典的なシナリオ。その出力は数万、数百万ページに達する場合もある。出力は印刷の他、顧客別WebやEメールとなる場合もある。
オンデマンド (On-Demand): Web上での利用者のクリック、コールセンター等での操作、あるいは種々のシステムからのイベントをトリガーとして、通知や控え、あるいは詳細などを生成するシナリオ。通常1顧客に対する、１あるいは複数のドキュメントが対象となる。日本ではオンライン生成と呼ばれることが多い。印刷の他、Webやモバイルへの応答、Eメールやモバイルプッシュ、ソーシャルメディアとなる場合もある。
インタラクティブ (Interactive):人的な操作を通して完成されるドキュメントを指す。例えば、顧客との応対の中で、依頼内容に応じた書式を選択し、その条件で必要な付帯/付属資料をピッキングし、全体を示す鏡となる案内ページを先頭に加えて一式の書類として封筒に封入し、送付するような業務があれば、封入に至る作業が即ちインタラクティブなドキュメント生成のプロセスである。CCMでは、このようなプロセス(事務処理)をソフトウェアで支援、または自動化することもシナリオの一つとされている。

## CCMソフトウエア
調査会社によるレポートで取り上げられることが多いものを次に示す。
- Adobe Experience Manager (AEM) Forms[注釈 22]
- Quadient (旧GMC Software) Inspire
- Isis Papyrus
- OpenText Exstream - (Communications Center Enterprise (CCE 旧StreamServe), Communications Center CRM(CC CRM - 旧PowerDocs) を統合), Document Sciences xPression[注釈 23]
- Oracle Documaker
- Pitney Bowes EngageOne
- Smart Communications
- Xerox XMPie